# Gunnar Brusberg
Gunnar Brusberg, född 28 november 1927 i Örgryte församling i Göteborg, död 26 februari 2015 i Västra Frölunda församling i Göteborg, var en svensk handbollsmålvakt.
Brusbergs spelstil utmärktes av att han under hela sin karriär stod i mål iförd kortbyxor. Som målvakt var Brusberg också osedvanligt kortväxt, 174 centimeter lång. Han levde därför högt på sin placeringsförmåga och sitt spelsinne istället för att slänga sig efter bollen.
Brusberg blev världsmästare 1954 och VM-bronsmedaljör 1961 samt svensk mästare med IK Heim fem gånger (1950, 1955, 1959, 1960 och 1962). Han avslutade karriären 1968 i GIK Wasaiterna då han var med och förde upp dem i allsvenskan. Han spelade totalt 39 A-landskamper mellan 1950 och 1961.

## Klubbar
- Sanna IF
- IK Sterling
- IK Heim
- GIK Wasaiterna

## Meriter
- VM-guld 1954 i Sverige med Sveriges landslag
- VM-brons 1961 i Västtyskland med Sveriges landslag
- Fem SM-guld (1950, 1955, 1959, 1960 och 1962) med IK Heim